# Feriados na China
Atualmente há sete feriados públicos oficiais na China, após uma grande reforma em 2008 ser executada e extinguir o Dia do Trabalho e adicionar três outros feriados tradicionais.
Os feriados na China são caracterizados pela junção dos dias de semana do feriado aos fins de semana, criando feriados prolongados.
| Date                            | Nome em português                             | Nome chinês | Duração (2008-) | Duração (2000–2007) | Datas (2012)                           |
| ------------------------------- | --------------------------------------------- | ----------- | --------------- | ------------------- | -------------------------------------- |
| 1° de janeiro                   | Ano-novo                                      | 元旦        | 3 dias          | 1 dia               | Domingo 1 - Terça 3 de janeiro         |
| 1° dia do 1° mês lunar          | Ano-novo chinês                               | 春节        | 7 dias          | 3 dias              | Domingo 22 - Sábado 28 de janeiro      |
| 5° período solar (Abril 4 ou 5) | Festival Qingming                             | 清明节      | 3 dias          | N/D                 | Segunda 2 - Quarta 4 de abril          |
| 1° de maio                      | Dia do Trabalho                               | 劳动节      | 3 dias          | 3 dias              | Domingo 29 de abril - Terça 1° de Maio |
| 5° dia do 5° mês lunar          | Festival do Barco do Dragão                   | 端午节      | 3 dias          | N/D                 | Sábado 23 de junho                     |
| 15° dia do 8° mês lunar         | Festival da lua ou Festival de meio do outono | 中秋节      | 3 dias          | N/D                 | Domingo 30 de setembro                 |
| 1° de outubro                   | Dia Nacional                                  | 国庆节      | 3 dias          | 3 dias              | Segunda 1° – Quarta 3 de outubro       |

Em geral, na China são contados o número de dias de folga (incluindo os feriados previstos em lei, dias transferidos e fins de semana), o qual é importante para trabalhadores sem dias de folga. Assim, um feriado anunciado para sexta-feira é considerado oficialmente como um feriado prolongado de três dias (de sexta-feira a domingo).

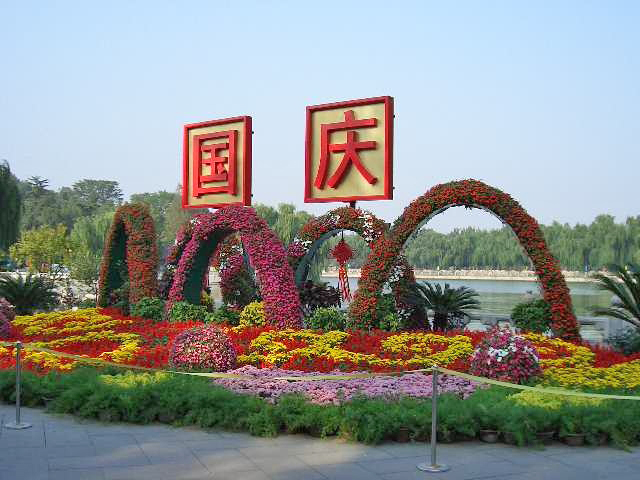
Dia Nacional em 2004, Parque Beihai.

## Feriados transferidos
Em todos esses feriados, os dias serão compensados após o fim de semana em caso de o feriado cair no fim de semana.
O ano-novo chinês e o Dia Nacional são feriados prolongados de três dias. O feriado de uma semana em maio do Dia do Trabalhador e Dia Nacional iniciaram em 2000, como uma medida para incentivar férias, recreação e descanso. Estes feriados são chamados de "Semana de Ouro" (黄金周), e se tornaram períodos de viagem e turismo. Em 2008, O feriado do Dia do Trabalhador foi encurtado para um dia, porém outros três feriados tradicionais foram adicionados ao calendário anual.
Geralmente, se há um feriado de três dias, o governo declarará este um feriado de sete dias. Entretanto, os trabalhadores serão convocados a compensá-lo em um próximo fim de semana.

### Exemplo de 2010
O gráfico a seguir mostra a adaptação do calendário aos feriados prolongados e suas compensações.
| Dez            | Dez            | Dez            | Dez            | Jan            | Jan           | Jan           | Jan            | Jan            | Jan            | Jan            |
| 28             | 29             | 30             | 31             | 1              | 2             | 3             | 4              | 5              | 6              | 7              |
| S              | T              | Q              | Q              | S              | S             | D             | S              | T              | Q              | Q              |
| Dias de semana | Dias de semana | Dias de semana | Dias de semana | Dias de semana | Fim de semana | Fim de semana | Dias de semana | Dias de semana | Dias de semana | Dias de semana |
|                |                |                |                |                |               |               |                |                |                |                |
| Dias de semana | Dias de semana | Dias de semana | Dias de semana | Feriado        | Fim de semana | Fim de semana | Dias de semana | Dias de semana | Dias de semana | Dias de semana |

| Fev            |               |               |                |                              |                              |                              |                              |                                |                                |                |
| 12             | 13            | 14            | 15             | 16                           | 17                           | 18                           | 19                           | 20                             | 21                             | 22             |
| S              | S             | D             | S              | T                            | Q                            | Q                            | S                            | S                              | D                              | S              |
| Dias de semana | Fim de semana | Fim de semana | Dias de semana | Dias de semana               | Dias de semana               | Dias de semana               | Dias de semana               | Fim de semana                  | Fim de semana                  | Dias de semana |
| tornou-se      |               |               |                |                              |                              |                              |                              |                                |                                |                |
| Dias de semana | Feriado       | Feriado       | Feriado        | Compensação do fim de semana | Compensação do fim de semana | Compensação do fim de semana | Compensação do fim de semana | Compensação dos dias de semana | Compensação dos dias de semana | Dias de semana |

| Mar            | Mar            | Abr            | Abr            | Abr           | Abr           | Abr            | Abr            | Abr            | Abr            | Abr            |
| 30             | 31             | 1              | 2              | 3             | 4             | 5              | 6              | 7              | 8              | 9              |
| T              | Q              | Q              | S              | S             | D             | S              | T              | Q              | Q              | S              |
| Dias de semana | Dias de semana | Dias de semana | Dias de semana | Fim de semana | Fim de semana | Dias de semana | Dias de semana | Dias de semana | Dias de semana | Dias de semana |
| tornou-se      |                |                |                |               |               |                |                |                |                |                |
| Dias de semana | Dias de semana | Dias de semana | Dias de semana | Fim de semana | Fim de semana | Feriado        | Dias de semana | Dias de semana | Dias de semana | Dias de semana |

| Abr            | Abr            | Abr            | Abr            | Mai           | Mai                      | Mai                      | Mai            | Mai            | Mai            | Mai            |
| 27             | 28             | 29             | 30             | 1             | 2                        | 3                        | 4              | 5              | 6              | 7              |
| T              | Q              | Q              | S              | S             | D                        | S                        | T              | Q              | Q              | S              |
| Dias de semana | Dias de semana | Dias de semana | Dias de semana | Fim de semana | Fim de semana            | Dias de semana           | Dias de semana | Dias de semana | Dias de semana | Dias de semana |
| tornou-se      |                |                |                |               |                          |                          |                |                |                |                |
| Dias de semana | Dias de semana | Dias de semana | Dias de semana | Feriado       | Fim de semana prolongado | Fim de semana prolongado | Dias de semana | Dias de semana | Dias de semana | Dias de semana |

| Jun            |                |                                |                                |                              |                              |                |                |                |               |               |
| 10             | 11             | 12                             | 13                             | 14                           | 15                           | 16             | 17             | 18             | 19            | 20            |
| Q              | S              | S                              | D                              | S                            | T                            | Q              | Q              | S              | S             | D             |
| Dias de semana | Dias de semana | Fim de semana                  | Fim de semana                  | Dias de semana               | Dias de semana               | Dias de semana | Dias de semana | Dias de semana | Fim de semana | Fim de semana |
| tornou-se      |                |                                |                                |                              |                              |                |                |                |               |               |
| Dias de semana | Dias de semana | Compensação dos dias de semana | Compensação dos dias de semana | Compensação do fim de semana | Compensação do fim de semana | Feriado        | Dias de semana | Dias de semana | Fim de semana | Fim de semana |

| Set           | Set           | Set                          | Set            | Set            | Set            | Set                          | Set                          | Set                          | Set                          | Set            | Set            | Set            | Set            | Out            | Out           | Out           | Out                          | Out                          | Out                          | Out                          | Out            | Out                          | Out           | Out           |
| 17            | 18            | 19                           | 20             | 21             | 22             | 23                           | 24                           | 25                           | 26                           | 27             | 28             | 29             | 30             | 1              | 2             | 3             | 4                            | 5                            | 6                            | 7                            | 8              | 9                            | 10            | 11            |
| S             | S             | D                            | S              | T              | Q              | Q                            | S                            | S                            | D                            | S              | T              | Q              | Q              | S              | S             | D             | S                            | T                            | Q                            | Q                            | S              | S                            | D             | S             |
| Dia de semana | Fim de semana | Fim de semana                | Dias de semana | Dias de semana | Dias de semana | Dias de semana               | Dias de semana               | Fim de semana                | Fim de semana                | Dias de semana | Dias de semana | Dias de semana | Dias de semana | Dias de semana | Fim de semana | Fim de semana | Dias de semana               | Dias de semana               | Dias de semana               | Dias de semana               | Dias de semana | Fim de semana                | Fim de semana | Dia de semana |
| tornou-se     |               |                              |                |                |                |                              |                              |                              |                              |                |                |                |                |                |               |               |                              |                              |                              |                              |                |                              |               |               |
| Dia de semana | Fim de semana | Compensação de dia de semana | Dias de semana | Dias de semana | Feriado        | Compensação do fim de semana | Compensação do fim de semana | Compensação do dia de semana | Compensação do dia de semana | Dias de semana | Dias de semana | Dias de semana | Dias de semana | Feriado        | Feriado       | Feriado       | Compensação de fim de semana | Compensação de fim de semana | Compensação de fim de semana | Compensação de fim de semana | Dia de semana  | Compensação do dia de semana | Fim de semana | Dia de semana |

## Feriados para grupos sociais específicos
Embora haja os feriados oficiais voltados à toda população na China, adicionalmente há quatro outros feriados públicos oficiais aplicáveis a públicos específicos da população chinesa, conforme a tabela a seguir:
| Data         | Nome em português              | Nome em chinês | Duração  | Público-alvo                         |
| ------------ | ------------------------------ | -------------- | -------- | ------------------------------------ |
| 8 de março   | Dia Internacional das Mulheres | 国际妇女节     | meio dia | Mulheres                             |
| 4 de maio    | Dia da Juventude               | 青年节         | meio dia | Jovens de idade entre 14 e 28 anos   |
| 1° de junho  | Dia das Crianças               | 六一儿童节     | 1 dia    | Crianças menores de 14 anos de idade |
| 1° de agosto | Dia do Exército                | 建军节         | meio dia | Militares em serviço ativo           |

A proximidade do Dia do Trabalho e do Dia da Juventude resultou em um feriado inesperado para as escolas em 2008 - o direito a meio dia de pausa do Dia da Juventude foi assimilada pela "Semana de Ouro".

## Feriados tradicionais
| Data                                         | Nome em português                                          | Nome local | Observações |
| -------------------------------------------- | ---------------------------------------------------------- | ---------- | --- |
| 1° de janeiro                                | Ano-novo                                                   | 元旦       | Também é o dia em que a monarquia foi abolida na China e a república foi proclamada no país, sendo o primeiro presidente do país Sun Yat-sen.     |
| 1° dia do 1° mês lunar                       | Festival da Primavera (Ano-novo chinês)                    | 春节       | Baseado no calendário chinês |
| 15° dia do 1° mês lunar                      | Festival de Lanternas                                      | 元宵节     | Baseado no calendário chinês |
| 2° dia do 2° mês lunar                       | Festival Zhonghe                                           | 中和节     | Baseado no calendário chinês |
| 8 de março                                   | Dia Internacional das Mulheres                             | 国际妇女节 | |
| 12 de março                                  | Dia da Árvore na China                                     | 植树节     | Também conhecido como Dia Nacional da Arborização (全民义务植树日)                                                                                |
| 5° perído solar (geralmente de 4-6 de abril) | Festival Qingming (Dia da Reminiscência ou Dia dos Mortos) | 清明节     | Baseado no período solar. |
| 1° de maio                                   | Dia do Trabalho na China                                   | 劳动节     | Dia Internacional dos Trabalhadores |
| 4 de maio                                    | Dia da Juventude                                           | 青年节     | Comemorativo ao Movimento Quatro de Maio |
| 1° de junho                                  | Dia das Crianças na China                                  | 六一儿童节 | |
| 5° dia do 5° mês lunar                       | Festival do Barco do Dragão (Duanwujie)                    | 端午节     | Baseado no calendário chinês |
| 1° de julho                                  | Dia de fundação do Partido Comunista da China              | 建党节     | Formação do 1° Congresso Nacional em julho de 1921                                                                                                |
| 11 de julho                                  | Dia Nacional da Navegação Marítima da China                | 中国航海日 | Aniversário da primeira viagem de Zheng He |
| 1° de agosto                                 | Dia do Exército                                            | 建军节     | Revolta de Nanchang (南昌起义) em 1° de agosto, 1927                                                                                              |
| 7° dia do 7° mês lunar                       | Festival Qi Xi                                             | 七夕       | Dia dos namorados na china, baseado no calendário chinês                                                                                          |
| 15° dia do 7° mês lunar                      | Festival dos Espíritos (Festival dos fantasmas)            | 中元节     | Baseado no calendário chinês |
| 15° dia do 8° mês lunar                      | Festival de Meio do Outono (Festival da Lua)               | 中秋节     | Baseado no calendário chinês |
| 1° de outubro                                | Dia Nacional                                               | 国庆节     | Estabelecimento do atual regime comunista do país, com o nome oficial do país passando a ser República Popular da China, em 1° de outubro de 1949 |
| 9° dia do 9° mês lunar                       | Festival Chongyang                                         | 重阳节     | Baseado no calendário chinês. |

## Feriados para minorias étnicas
Existem feriados dedicados exclusivamente a algumas minorias étnicas em determinadas regiões, os quais são decididos pelos governos locais.
| Data                         | Nome em português | Nome local | Nome em chinês | Grupos étnicos                   | Observações                                                                            |
| ---------------------------- | ----------------- | ---------- | -------------- | -------------------------------- | -------------------------------------------------------------------------------------- |
| 1° dia do ano tibetano       | Losar             | ལོ་གསར      | 洛萨/藏历新年  | Tibetano                         | 7 dias no Tibete                                                                       |
| 30/6 do calendário tibetano  | Sho Dun           | ༄༅། ཞོ་སྟོན།  | 雪顿节         | Tibetano                         | 1 dia no Tibete                                                                        |
| 1/10 do calendário islâmico  | Eid ul-Fitr       |            | 开斋节/肉孜节  | Hui, Uigures e outros muçulmanos | 2 dias para todos Ningxia; 1 dia para muçulmanos (somente) em Xinjiang                 |
| 10/12 do calendário islâmico | Eid al-Adha       |            | 古尔邦节       | Hui, Uigures e outros muçulmanos | 2 dias para todos em Ningxia; 3 dias para muçulmanos, 1 dia para os outros em Xinjiang |

## Feriados recentes
Alguns jovens chineses começaram a celebrar o 11 de novembro como o Dia dos Solteiros (chinês simplificado: 光棍节, pinyin: guāng gùn jié) devido à grande quantidade de solteiros àquela época.